# ジョン・オソ・マーシュ・ジュニア
ジョン・オソ・マーシュ・ジュニア（英語: John Otho Marsh Jr.、1926年8月7日 - 2019年2月4日）は、アメリカ合衆国の政治家、軍人。陸軍長官、バージニア州選出連邦下院議員などを歴任した。晩年にはジョージ・メイソン大学ロースクール非常勤教授も務めた。

## 前半生
1926年8月7日にバージニア州ウィンチェスターで誕生した。ハリソンバーグの公立高校を卒業した後、第二次世界大戦末期の1944年にアメリカ陸軍へ入隊した。18歳だった彼は歩兵士官候補生学校に入学し、1945年11月に卒業して歩兵少尉に任官された。欧州の終戦から半年ほど経っていたため、彼は専ら占領統治下のドイツで1946年から1947年まで任務に当たっていた。帰国後はアメリカ陸軍予備役に編入された。 
1951年にワシントン・アンド・リー大学を卒業し、学生友愛会であるファイ・カッパ・サイに入会した。同年、予備役からバージニア州の陸軍州兵として復帰した。1964年にはアメリカ陸軍空挺学校を卒業している。1976年に陸軍を退役。最終階級は陸軍中佐である。

## 経歴
1952年に州兵として勤務する傍らバージニア法廷に入院し、ストラスバーグで法学を学んだ後に市裁判官を兼務するようになった。1954年から1962年までニュー・マーケット市法律顧問も務めている。

### 連邦下院議員
1963年にバージニア州第7選挙区から出馬し、民主党の下院議員となった。1971年まで下院議員を務めていたマーシュだったが、任期中に一か月ほどベトナム戦争へ参戦している。その際、同僚の兵士には自らが議員であることを明かさなかった。

### フォード政権
1973年に国防長官補佐官に任命され、翌年1月にはジェラルド・フォード副大統領の国家安全保障問題担当副大統領補佐官となった。フォードが大統領に就任すると、彼は大統領法律顧問となり、政府高官の地位を得た 。国家安全保障問題担当大統領補佐官だったヘンリー・キッシンジャーや大統領首席補佐官のドナルド・ラムズフェルド、大統領上級顧問のフィリップ・W・バッケンらと並び、彼はフォードの一番の補佐官と目された。

### アメリカ合衆国陸軍長官

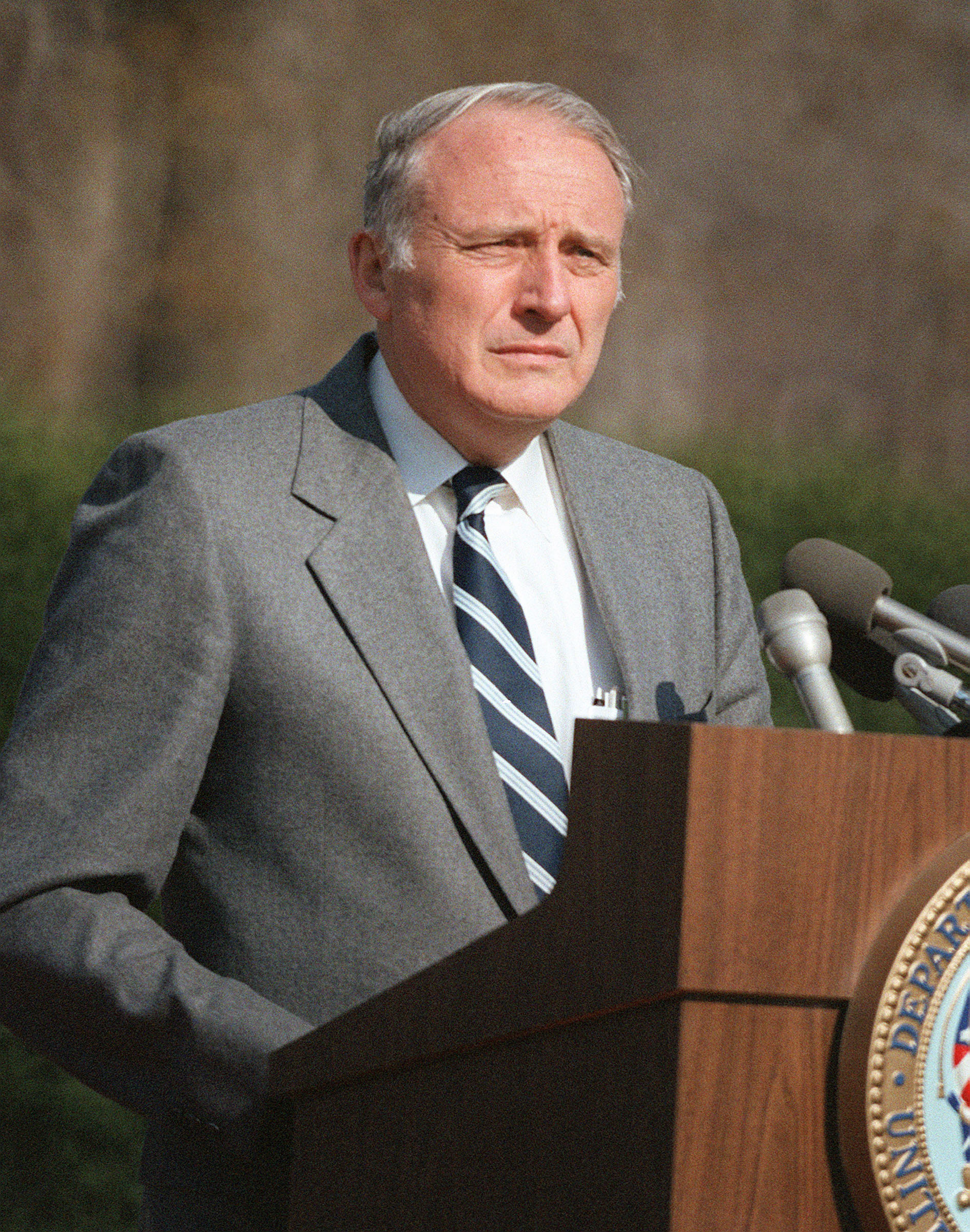
アーリントン国立墓地でスピーチを行うマーシュ（1985年3月）

1981年からはレーガン政権で陸軍長官を務めた。長官就任後はまずアメリカ陸軍の予算を増額し、特殊部隊の強化を図った。特殊部隊の強化について、当初は周囲の関係者から疑問を持たれたが、後にウサーマ・ビン・ラーディンの殺害をはじめとするいくつかの作戦を成功させたことで評価が上がった。
さらに準中距離弾道ミサイル「パーシング II」を西ヨーロッパに配備する計画を支持し、議会の説得に努めた。パーシング IIの配備は、結果としてソビエト連邦が中距離核戦力全廃条約を締結する要因になったと考えられている。
マーシュは約8年と6ヶ月にわたって陸軍長官を務め、これは2019年現在も最長在任記録となっている。

## 後半生
陸軍長官退任後は1989年から1994年まで予備役政策委員会の議長を務めた。彼はまた、製薬会社であるノヴァヴァックスの暫定CEOにも就任し、次いで同社の理事会に席を設けた。
マーシュは副大統領などを歴任したディック・チェイニーからの信頼が厚く、彼とは腹心の友だった。
1998年から1999年までバージニア州立軍事学校の倫理学客員教授を、1999年から2000年までウィリアム・アンド・メアリー大学の法学非常勤教授を務めた。彼が亡くなった2019年には、ジョージ・メイソン大学の非常勤教授として科学技術とテロリズムに係る国家安全保障法の講義を行っていた。
2007年にウォルター・リード陸軍病院に収容された負傷兵が劣悪な医療環境に置かれていた問題では、国防長官のロバート・ゲーツによって、マーシュは元陸軍長官のトーゴー・D・ウェスト・ジュニアと共に独立調査委員会委員に任じられた。同委員会は医療と指導の欠陥を追求し、老朽化した同病院を閉鎖してメリーランド州ベセスダにある国立海軍医療センターに機能移転することで合意に至った。 
マーシュはマークル財団の会員でもあった。シェナンドー大学のジョン・O・マーシュ政府および公共政策研究所は、彼の名に因んで名づけられている。
2019年2月4日にうっ血性心不全の合併症により死去した。

## 私生活
妻と共に生まれ故郷であるバージニア州ウィンチェスターで暮らしていた。彼には3人の子供と7人の孫がいた。